# Грейт-Бенд Тауншип (округ Сасквеганна, Пенсільванія)
Грейт-Бенд Тауншип (англ. Great Bend Township) — селище (англ. township) в США, в окрузі Сасквегенна штату Пенсільванія. Населення — 1708 осіб (2020).

## Демографія
Згідно з переписом 2010 року, у селищі мешкало 1949 осіб у 790 домогосподарствах у складі 554 родин. Було 878 помешкань
Расовий склад населення:
| - 97,7 % — білих - 0,6 % — чорних або афроамериканців - 0,2 % — азіатів - 0,1 % — вихідців з тихоокеанських островів |

До двох чи більше рас належало 0,9 %. Частка іспаномовних становила 1,3 % від усіх жителів.
За віковим діапазоном населення розподілялося таким чином: 21,3 % — особи молодші 18 років, 62,7 % — особи у віці 18—64 років, 16,0 % — особи у віці 65 років та старші. Медіана віку мешканця становила 43,2 року. На 100 осіб жіночої статі у селищі припадало 93,7 чоловіків;  на 100 жінок у віці від 18 років та старших — 100,4 чоловіків також старших 18 років.
Середній дохід на одне домашнє господарство  становив 53 290 доларів США (медіана — 45 750), а середній дохід на одну сім'ю — 56 498 доларів (медіана — 54 524). Медіана доходів становила 48 315 доларів для чоловіків та 35 611 долар для жінок. За межею бідності перебувало 12,8 % осіб, у тому числі 21,6 % дітей у віці до 18 років та 13,6 % осіб у віці 65 років та старших.
Цивільне працевлаштоване населення становило 921 особа. Основні галузі зайнятості: виробництво — 16,4 %, освіта, охорона здоров'я та соціальна допомога — 14,7 %, мистецтво, розваги та відпочинок — 14,4 %.